# Joanne Harris

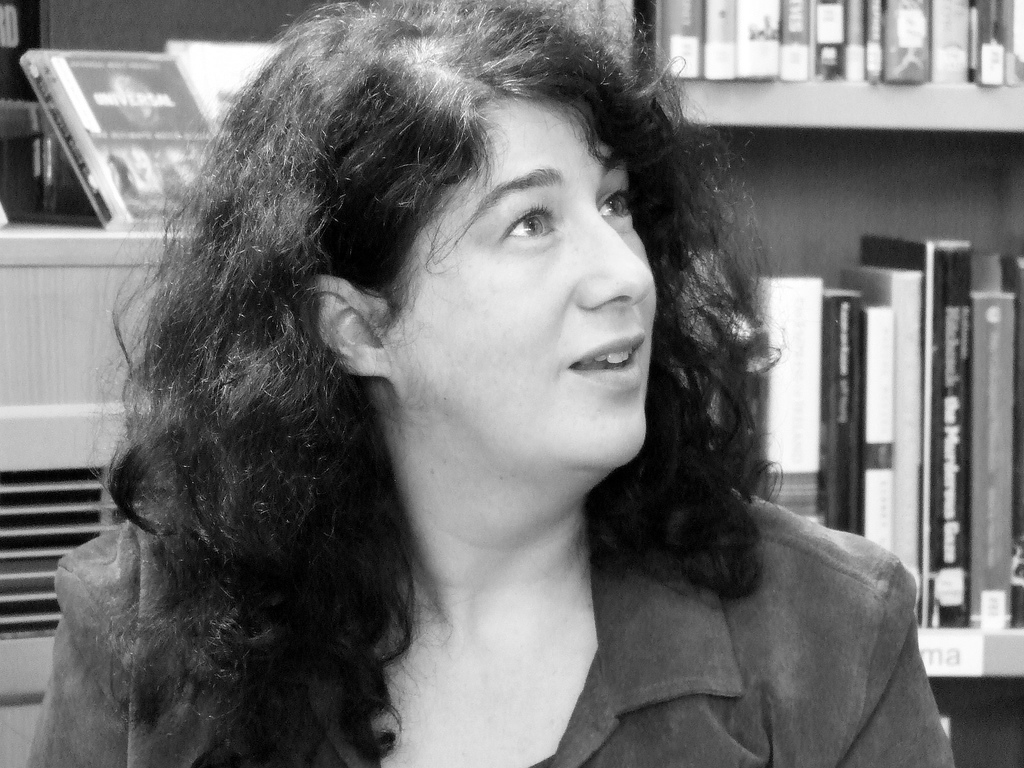
Joanne Harris at Humber Mouth 2007

Joanne Michèle Sylvie Harris, geboren op 3 juli 1964, in Barnsley, Yorkshire, Engeland, is een Britse schrijfster, met een Franse moeder en een Engelse vader. Ze werd geboren boven haar grootouders' snoepwinkel en haar leven was gevuld met eten en folklore. Haar overgrootmoeder stond bekend als een heks en een genezer. Dit was een omgeving die een grote rol zou gaan spelen in haar verdere leven als romanschrijfster.
Ze ging naar de Wakefield Girls Highschool, Barnsley Sixth Form College (Een school waar ze haar laatste twee jaar van het secundaire onderwijs volgde). Ze studeerde Moderne en Middeleeuwse Talen aan het St Catharine's College te Cambridge.
Haar eerste roman The Evil Seed werd gepubliceerd in 1989, maar het boekte weinig succes, evenmin als haar tweede roman: Sleep, Pale Sister (1993).
In 1999 werd Chocolat de nr. 1 in de bestsellerlijst van de London Sunday Times. Het boek was gebaseerd op eten en een exotisch gebied in Gers in Frankrijk. Het werd genomineerd voor de Whitbread Novel of the Year Award en de filmrechten werden verkocht aan Miramax Pictures. Het succes van de film Chocolat, met Juliette Binoche en Johnny Depp in de hoofdrollen, gaf Harris een status in Noord-Amerika.
Haar roman, Runemarks, gepubliceerd in augustus 2007, is haar eerste boek voor kinderen en jong-volwassenen.